# William M. Treloar

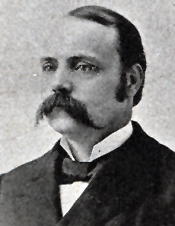
William M. Treloar (1896)

William Mitchellson Treloar (* 21. September 1850 bei Linden, Iowa County, Wisconsin; † 3. Juli 1935 in St. Louis, Missouri) war ein US-amerikanischer Politiker. Zwischen 1895 und 1897 vertrat er den Bundesstaat Missouri im US-Repräsentantenhaus.

## Werdegang
William Treloar besuchte die öffentlichen Schulen seiner Heimat. Im Jahr 1864 zog er nach Mount Pleasant in Iowa, wo er die High School und das Iowa Wesleyan College besuchte. 1872 kam er nach Missouri, wo er bis 1875 am Mount Pleasant College in Huntsville als Lehrer für Musik tätig war. Danach unterrichtete er dieses Fach auch an anderen Schulen in Missouri. Gleichzeitig begann er als Mitglied der Republikanischen Partei eine politische Laufbahn. Im Jahr 1894 war er Delegierter auf deren regionalem Parteitag in Missouri.
Bei den Kongresswahlen des Jahres 1894 wurde er im neunten Wahlbezirk von Missouri in das US-Repräsentantenhaus in Washington, D.C. gewählt, wo er am 4. März 1895 die Nachfolge von Champ Clark antrat, den er bei der Wahl geschlagen hatte. Da er im Jahr 1896 gegen Clark verlor, konnte er bis zum 3. März 1897 nur eine Legislaturperiode im Kongress absolvieren. Zwischen 1898 und 1904 war Treloar Posthalter in der Stadt Mexico. Danach stieg er in das Musikverlagsgeschäft ein. Außerdem gab er wieder Musikunterricht und komponierte auch einige Stücke. Zwischen 1905 und 1915 lebte er in Kansas City und danach in St. Louis. Dort starb er am 3. Juli 1935.